# مگس‌های ساحلی
مگس ساحلی (نام علمی: Canacidae) نام یک تیره از راسته مگس است.